# بيإن رافات
بيإن رافات (9 سبتمبر 1970 بآستارا في إيران - ) هو لاعب كرة قدم إيراني في مركز الهجوم. لعب مع نادي برسبوليس ونادي حتا ونادي ملوان ونادي هما ‏.